# Wapen van Puurs

Wapen van Puurs

Het wapen van Puurs werd in 1977 aan de nieuw ontstane Antwerpse gemeente Puurs toegekend.
In 1935 werd aan de oude gemeente Puurs een wapen toegekend en in 1952 werd aan de gemeente Ruisbroek eveneens een wapen toegekend, dat gelijk was aan het wapen van Humbeek.

## Blazoenering
De blazoenering van het wapen luidt als volgt:
Gevierendeeld 1. en 4. in keel een geschaakte schuinbalk van twee rijen van zilver en van sabel 2. gevierendeeld: 1. en 4. in zilver drie dwarsbalken van keel 2. en 3. in zilver drie disselbijlen van keel, de twee in het schildhoofd afgewend 3. in zilver een stappende haan van sabel, gebekt, gebaard, gekamd en gepoot van keel. Het schild geplaatst voor een kromstaf van goud. Schildhouders: rechts een Sint-Pieter met tiara, links een monnikenfiguur, blootshoofds, met een kromstaf in de rechterhand, beiden van goud.
Het wapen is in vier kwartieren gedeeld. In het eerste en vierde kwartier een rood veld met daarop een geschaakte (afwisselend geblokte) schuinbalk van zwart en zilver. Het tweede kwartier is ook gekwartierd. In het eerste en vierde kwartier een zilveren ondergrond met drie rode dwarsbalken. In het tweede en derde kwartier drie disselbijlen met de bovenste twee afgewend. Het derde kwartier van het wapen is van zilver met daarop een stappende zwarte haan, zijn snavel, baard, kam en poten zijn rood. Achter het schild staat een kromstaf. Rechts (voor de kijker links) van het schild de heilige Petrus en links een monnik met een kaal achterhoofd en een kromstaf in zijn rechterhand. De losse kromstaf en de schildhouders zijn goud van kleur.
Niet vermeld: Petrus en de monnik zijn beide in een lang gewaad gekleed en Petrus houdt zijn attribuut, een sleutel, vast.

## Geschiedenis
Het wapen bestaat uit de oude wapens van Puurs en Breendonk (als een gebied), Liezele en Ruisbroek.
De schepenbank van Puurs en Breendonk voerde tussen de 15e en 18e eeuw als wapen een veld met daarop een geblokte schuinbalk. Dit wapen is gebaseerd op het wapen van de abdij van Clairvaux, de kleuren rood en zwart zijn daar omgedraaid, en van de Cisteriënzerorde waar ook de Sint-Bernardusabdij bij hoorde. De Sint-Bernardusabdij in Hemiksem heeft vanaf de 12e eeuw een groot deel van het domein Puurs en Breendonk in handen gehad.
Ruisbroek voerde een stappende haan op een zilveren veld. Dit wapen komt in het wapen van Puurs terug in het derde veld. Ruisbroek werd in 1661 onafhankelijk van het Land van Rumst. De heerlijkheid was verbonden aan de baronie Willebroek. In 1757 voerde de schepenbank van Ruisbroek een zegel met een stappende haan, gelijk aan het wapen van de familie Lecocq.
De beide schildhouders zijn afkomstig uit het oude wapen van Puurs. Aan de heraldisch rechter zijde staat Petrus. Petrus is herkenbaar aan twee van zijn attributen: de pauselijke tiara en de sleutel van de hemelpoort. Petrus is tevens de beschermheilige van Puurs. Aan de andere zijde van het schild staat een monnik (meer precies een abt) met een kromstaf. Deze staat symbool voor de abdij van Clairvaux.

## Overeenkomstige wapens

Stamwapen van Croÿ Renty
Het wapen van Ruisbroek
Wapen van de familie Lecocq en Humbeek